# Sallu (Bibel)
Sallu (hebräisch סַלּוּא sallû’) ist der Name zweier in der Bibel erwähnter Personen.

## Benjaminiter
Im 1. Buch der Chronik wird im 9. Kapitel berichtet, dass einige Familien aus den Stämmen Juda, Benjamin, Ephraim und Manasse nach dem babylonischen Exil in Jerusalem lebten. Aus den beiden Ersteren werden einige namentlich genannt. Der Erstgenannte aus dem Stamm Benjamin ist ein Sallu, der Sohn Meschullams (1 Chr 9,7 ). Nochmals erwähnt werden diese Familienoberhäupter, einschließlich Sallu, in Nehemia 11, 7 .

## Priester
In Nehemia 12, 7  wird ein Sallu in einer Liste von Oberhäuptern von Priesterfamilien genannt, die zur ersten Gruppe der Heimkehrer aus dem Exil, nach der Eroberung Babylons durch den persischen König Kyros im Jahre 539 v. Chr., gehörten.